# Минусинск
Минуси́нск (на руски: Минусинск) е град в Красноярски край, Русия. Разположен е на брега на р. Минуса, приток на Енисей, в Минусинската котловина. Административен център е на Минусински градски окръг. Към 2016 г. населението му наброява 68 309 души.

## История
Селището е основано през 1739 г. като село Минюсинское. Според една версия името има тюркски корени и означава „хиляди реки“; според друга означава „моя река“. През 1797 г. става волостен център. Преименувано на Минусинское през 1810 г., а през 1822 г. получава статут на град и е превърнат в център на Минусински окръг, обединяващ 4 волости. Към края на 19 век в града вече има 4 църкви, женска гимназия, морско училище, болница, 30 фабрики и над 1000 жилищни сгради. През 1877 г. е открит регионален исторически музей с библиотека. От 1827 до 1861 г. в града са изпращани на изгнание декабристи, а през 1870-те години – болшевики и меншевики. По времето на Гражданската война в Русия, през ноември 1918 г., в Минусинск избухва въстание на селяните срещу Белогвардейците, поради високи такси и изнудване. Въстанието бива потушено месец по-късно, след което 87 души биват разстреляни, 50 изпратени на заточение, 200 осъдени на затвор, а 300 глобени. Повечето въстаници, обаче, избягват в гората. През 20-те и 30-те години на 20 век бурно се развива селското стопанство в града, а в годините след Втората световна война се развива промишлеността.

## Население
| 1856   | 1897   | 1914   | 1926   | 1931   | 1939   | 1959   |
| ------ | ------ | ------ | ------ | ------ | ------ | ------ |
| 2200   | 10 231 | 15 000 | 20 400 | 19 900 | 31 354 | 38 318 |
| 1967   | 1970   | 1979   | 1982   | 1986   | 1989   | 1992   |
| 42 000 | 40 290 | 56 361 | 65 000 | 71 000 | 72 931 | 74 400 |
| 1996   | 1998   | 2001   | 2003   | 2005   | 2007   | 2009   |
| 73 800 | 73 800 | 70 000 | 72 600 | 68 700 | 67 100 | 66 402 |
| 2010   | 2011   | 2012   | 2013   | 2014   | 2015   | 2016   |
| 71 170 | 71 200 | 70 111 | 69 263 | 68 867 | 68 270 | 68 309 |

## Климат
Климатът в града е умереноконтинентален.
| Климатични данни за Минусинск           | Климатични данни за Минусинск | Климатични данни за Минусинск | Климатични данни за Минусинск | Климатични данни за Минусинск | Климатични данни за Минусинск | Климатични данни за Минусинск | Климатични данни за Минусинск | Климатични данни за Минусинск | Климатични данни за Минусинск | Климатични данни за Минусинск | Климатични данни за Минусинск | Климатични данни за Минусинск | Климатични данни за Минусинск |
| Месеци                                  | яну.                          | фев.                          | март                          | апр.                          | май                           | юни                           | юли                           | авг.                          | сеп.                          | окт.                          | ное.                          | дек.                          | Годишно                       |
| Абсолютни максимални температури (°C)   | 5,9                           | 7,8                           | 24,2                          | 33,0                          | 37,7                          | 37,4                          | 38,9                          | 37,7                          | 32,6                          | 25,8                          | 15,3                          | 6,7                           | 38,9                          |
| Средни максимални температури (°C)      | −13,5                         | −10,4                         | −1,2                          | 10,1                          | 18,2                          | 24,5                          | 26,4                          | 23,8                          | 17,2                          | 8,1                           | −3,3                          | −11,3                         | 7,6                           |
| Средни температури (°C)                 | −19,5                         | −17,8                         | −8,1                          | 3,1                           | 10,9                          | 17,4                          | 19,8                          | 16,8                          | 9,8                           | 1,9                           | −8,6                          | −16,7                         | 0,9                           |
| Средни минимални температури (°C)       | −26                           | −25,4                         | −15,1                         | −3,4                          | 3,2                           | 9,9                           | 12,9                          | 10,2                          | 3,6                           | −3,1                          | −13,8                         | −23                           | −5,7                          |
| Абсолютни минимални температури (°C)    | −49,5                         | −47,6                         | −46,7                         | −32,3                         | −10,9                         | −3,5                          | 2,7                           | −2,8                          | −10,2                         | −24                           | −42,9                         | −49,4                         | −49,5                         |
| Средни месечни валежи (mm)              | 8                             | 6                             | 6                             | 14                            | 33                            | 52                            | 62                            | 58                            | 37                            | 21                            | 13                            | 11                            | 326                           |
| --------------------------------------- | ----------------------------- | ----------------------------- | ----------------------------- | ----------------------------- | ----------------------------- | ----------------------------- | ----------------------------- | ----------------------------- | ----------------------------- | ----------------------------- | ----------------------------- | ----------------------------- | ----------------------------- |
| Източник: World Climate, Thermo-Karelia |                               |                               |                               |                               |                               |                               |                               |                               |                               |                               |                               |                               |                               |

Метеорологичната станция в Минусинск е открита през 1882 г. и климатичните наблюдения започват на 1 октомври същата година.

## Икономика
Градът разполага е електротехнически промишлен комплекс. Произвежда се оборудване за геологически проучвания за нефт и природен газ. Силно развита е леката промишленост: произвеждат се множество хранителни стоки и конфекция.

### Транспорт
На 12 km от града е разположена жп гара Минусинск, която е част от линията Абакан – Тайшет. До 1997 г. градът разполага и с речен транспорт по р. Енисей, но разрастването на Саяно-Шушенската ВЕЦ причинява плитчини и затлачвания по река Минуса и корабоплаването прекратено. Въздушният транспорт се осъществява от международно летище Абакан, на 10 km западно от града.

## Побратимени градове
- Норилск, Русия